# Loma de Ancón
Loma de Ancón är en ort i Mexiko.   Den ligger i kommunen Salamanca och delstaten Guanajuato, i den centrala delen av landet, 250 km nordväst om huvudstaden Mexico City. Loma de Ancón ligger 1 743 meter över havet och antalet invånare är 193.
Terrängen runt Loma de Ancón är kuperad åt nordost, men åt sydväst är den platt. Runt Loma de Ancón är det ganska tätbefolkat, med 230 invånare per kvadratkilometer. Närmaste större samhälle är Salamanca, 11,3 km sydväst om Loma de Ancón. Omgivningarna runt Loma de Ancón är en mosaik av jordbruksmark och naturlig växtlighet.